# 青春は最後のおとぎ話
「青春は最後のおとぎ話」（せいしゅんはさいごのおとぎばなし）は、1979年10月25日に発売された大塚博堂の8枚目のシングル。同日同名の6枚目のアルバムも発売された。

## タイアップ
日本テレビ系ドラマ『聖女房』（木曜日22:001979年10月11日～12月27日、主演・大原麗子）の主題歌。

## シングル

### 収録曲
（全作曲：大塚博堂）
1. 青春は最後のおとぎ話
作詞：山川啓介／編曲：クニ河内
2. 異人館通り
作詞：るい／編曲：スクランブル・ダスティン・バンド

### 収録アルバム
- 青春は最後のおとぎ話
- 大塚博堂・ストーリー[2]
- 大塚博堂・THE BEST[3]
- 大塚博堂・NEW BEST[4]
- 1800シリーズ・大塚博堂[5]
- 大塚博堂・スーパーバリュー[6]
- 大塚博堂・ゴールデンベスト・シングルス[7]
- 大塚博堂・ベスト10[8]
- エッセンシャル・ベスト 大塚博堂[9]

## アルバム

### 内容
「アダルト・ロマン大塚博堂の世界、スクランブル・ダスティン・バンドも加わった異色の第6弾」と銘打っている。このアルバムのために、博堂とバックバンドのスクランブル・ダスティン・バンド（以下ダスティン・バンド）は、夏に合宿をして取り組んだ。また、レコーディングも、スタジオミュージシャンではなく、ダスティン・バンドが演奏している。3、6、8の編曲はダスティン・バンドによるもの（6はメンバーのキーボーディスト・逸見良造）である。6は、アメリカ映画『チャンプ』のイメージソングのカバーである。10は母親に捧げる曲であるが、実際には博堂が母より早く逝去したためにこの曲とは逆になった。
1994年5月25日、CDとして再発売された。
2023年1月25日に、紙ジャケット仕様のCDとして再発売された。

### 収録曲
| #         | タイトル                                                             | 作詞             | 作曲                     | 編曲                             | 時間  |
| --------- | -------------------------------------------------------------------- | ---------------- | ------------------------ | -------------------------------- | ----- |
| 1.        | 「青春は最後のおとぎ話」                                             | 山川啓介         | 大塚博堂                 | クニ河内                         | 4:42  |
| 2.        | 「時のたつまま 〜As time goes by〜」                                 | 大塚博堂         | 大塚博堂                 | クニ河内                         | 3:20  |
| 3.        | 「異人館通り」                                                       | るい             | 大塚博堂                 | スクランブル・ダスティン・バンド | 4:07  |
| 4.        | 「「ドミノ倒し」を知ってますか」                                     | 山川啓介         | 大塚博堂                 | クニ河内                         | 3:30  |
| 5.        | 「稲妻」                                                             | るい             | 大塚博堂                 | クニ河内                         | 3:18  |
| 6.        | 「イフ・ユー・リメンバー・ミー 〜If you remember me〜 幸せのかけら」 | 山川啓介（訳詞） | マーヴィン・ハムリッシュ | 逸見良造                         | 2:48  |
| 7.        | 「そんなに見つめちゃ歌えない」                                       | るい             | 大塚博堂                 | クニ河内                         | 3:22  |
| 8.        | 「インディアン・サマー」                                             | 山川啓介         | 大塚博堂                 | スクランブル・ダスティン・バンド | 4:24  |
| 9.        | 「ライ麦畑でつかまえて」                                             | るい             | 大塚博堂                 | クニ河内                         | 3:28  |
| 10.       | 「あなたは去っても」                                                 | 大塚博堂         | 大塚博堂                 | クニ河内                         | 3:43  |
| 合計時間: | 合計時間:                                                            | 合計時間:        | 合計時間:                | 合計時間:                        | 36:42 |